# ISO 3166-2:CU
ISO 3166-2:CU è uno standard ISO che definisce i codici geografici delle suddivisioni di Cuba; è un sottogruppo dello standard ISO 3166-2.
I codici sono assegnati alle 15 province e alla municipalità speciale dell'isola della Gioventù; sono formati da CU- (sigla ISO 3166-1 alpha-2 dello Stato), seguito da due cifre.

## Codici
| Codice | Provincia            |
| ------ | -------------------- |
| CU-15  | Artemisa             |
| CU-09  | Camagüey             |
| CU-08  | Ciego de Ávila       |
| CU-06  | Cienfuegos           |
| CU-12  | Granma               |
| CU-14  | Guantánamo           |
| CU-11  | Holguín              |
| CU-99  | Isola della Gioventù |
| CU-03  | L'Avana              |
| CU-10  | Las Tunas            |
| CU-04  | Matanzas             |
| CU-16  | Mayabeque            |
| CU-01  | Pinar del Río        |
| CU-07  | Sancti Spíritus      |
| CU-13  | Santiago de Cuba     |
| CU-05  | Villa Clara          |